# Mizerabilii (serial de animație)
Mizerabilii este un serial de televiziune animat francez, în 26 de episoade, creat pe baza romanului cu același nume al lui Victor Hugo și difuzat în premieră în decembrie 1992 pe TF1, în spectacolul Club Dorothée. Filmul a fost produs de-Studios Animage (AB Productions) și Pixibox.

## Voce
Actorii de voce din film (în original, ne-dublat sonor):
- Jean-Luc Reichmann : naratorul
- Bernard Woringer : Jean Valjean
- Valérie de Vulpian : Cosette
- Jean-Claude Montalban : Inspectorul Javert
- Brigitte Lecordier : Gavroche
- Gérard Hernandez : M. Thénardier
- Micheline Dax : Mme. Thénardier
- Nathalie Mazéas : Éponine
- Evelyne Grandjean : Azelma
- Céline Monsarrat : Fantine
- Claudie Chantal : Mme Symphorien
- Henri Poirier : Victor Hugo

## Episoade
1. L'auberge des Thénardier
2. Cosette et Gavroche
3. Le trésor de Cosette
4. L'inconnu
5. L'enlèvement
6. L'homme en noir
7. La révolte de Cosette
8. Le serment fait à Fantine
9. Mademoiselle Madeleine
10. Le secret de Monsieur Madeleine
11. Le procès d'Arras
12. Gavroche retrouvé
13. La disparition de Mademoiselle Fauchelevent
14. Marius et Cosette
15. Le retour de Javert
16. Le repaire des enfants perdus
17. Un couple mystérieux
18. Le piège se referme
19. Un grand-père irascible
20. La mascotte de l'A.B.C.
21. Les barricades
22. Une sombre nuit
23. Les égouts de Paris
24. Le secret de Gavroche
25. Le dernier procès
26. La fille de Jean Valjean